# Шермірзаєв Валентин Геннадійович
Валентин Геннадійович Шермірзаєв (псевдо.: «Бандера»; нар. 28 січня 1980, с. Можняківка, Новопсковський район, Луганська область — пом. 23 квітня 2022, Миколаївка, Бериславський район, Херсонська область, Україна) — український військовик, старший сержант, гранатометник 1-го гранатометного відділення гранатометного взводу 96 механізованого батальйону 60-ї окремої піхотної бригади.

## Життєпис
Народився 28 січня 1980 року в селі Можняківка Новопсковському районі, Луганської області.
З 2012 року член партії Всеукраїнське об'єднання «Свобода». У серпні 2013 року Валентин Шермірзаєв облаштував тематичний вишкільний табір та організував патріотичні заходи «Гайдамацька могила», у рідному селі Можняківка. Брав участь у Революції Гідності.
У 2014 році встав на захист України, вояк добровольчого батальйону «Луганськ-1», згодом у складі 42-го батальйону територіальної оборони «Рух Опору» брав участь в Антитерористичній операції на сході України, в боях за Савур-Могилу.
З 2015 року до 2021 р. перебував у шлюбі з Лілією, волонтеркою з Кривого Рогу.
Проходив військову службу до 2019 року в 17 ОТБр.
Після російського вторгнення в Україну, 25 лютого 2022 року вступив на військову службу до ЗС України.

## Обставини загибелі
Загинув 23 квітня 2022 року під час багатогодинного бою з окупантами в с. Миколаївці на Херсонщині.
Похований 27 квітня 2022 року на Алеї Героїв Центрального цвинтаря м. Кривого Рогу.

## Нагороди та відзнаки
- Медаль «За військову службу Україні» (посмертно, 1 червня 2022) — за самовіддане служіння Українському народові, зразкове виконання військового обов'язку[5].
- На його честь вул. Перемоги в с. Можняківка перейменовано на вул. Валентина Шермірзаєва[6].